# Karol II Łysy
Karol II Łysy, fr. Charles II le Chauve (ur. 13 czerwca 823 we Frankfurcie nad Menem, zm. 5 października lub 6 października 877) – król zachodniofrankijski od 843, król Italii od 876, cesarz rzymski od 875, syn Ludwika I Pobożnego (778–840), pierwszy z dynastii Karolingów francuskich.
Ludwik I Pobożny na rok przed swą śmiercią dokonał podziału Cesarstwa Franków pomiędzy swych trzech synów: Lotara, Ludwika i Karola. Kierując się zasadą senioratu jeszcze za życia ustanowił najstarszego syna Lotara cesarzem, obaj pozostali mieli być tylko królami. Jednak gdy umarł, oni sami, po długich targach i kompromisach, dokonali ostatecznego podziału Królestwa i władzy, zawierając w 843 r. tzw. Traktat z Verdun, proklamację zgody trzech braci gwarantującą ich współpracę i wzajemną pomoc. Koronacja Karola II odbyła się w Orleanie. Faktycznie traktat stał się zaczynem trwałego podziału jednolitego państwa Franków Karola I Wielkiego na przyszłe państwa narodowe.
Z cesarstwa Karolingów wyłoniły się trzy królestwa: zachodnich Franków, które objął Karol II Łysy, wschodnich Franków, przejęte przez Ludwika Niemieckiego i środkowe, rozciągające się wąskim pasem od Morza Północnego po Rzym w Italii. To środkowe królestwo przydzielone zostało Lotarowi I, który otrzymał godność cesarza. Ale po jego śmierci w 855 r. zostało dodatkowo podzielone na trzy części między jego synów. Tak więc w miejsce jednego dużego, zwartego i silnego cesarstwa Karola Wielkiego w 40 lat po jego śmierci istniało na jego terytorium pięć królestw. Były to jakby zalążki późniejszych terytoriów Francji, Niemiec oraz Niderlandów, Szwajcarii i Włoch.
W państwie zachodniofrankijskim Karola II Łysego, od początku jego powstania, nie było wewnętrznej zwartości. Poszczególne hrabstwa buntowały się i dążyły do jak największej niezależności od króla, zaś celtycka Bretania na północy i wizygocka Akwitania na południu stanowiły całkiem oddzielne księstwa. Postępowało też rozwarstwienie społeczne.
Karol Łysy mozolnie budował swój dwór królewski, otaczał się ludźmi kultury, filozofami, pisarzami, poetami, sam określany był jako król-filozof. W wyniku dynastycznych ruchów na mocy porozumienia w Meerssen część dziedzictwa Lotara I, dostała się Ludwikowi Niemieckiemu, zaś Karol przejął część Lotaryngii (870). Ale po śmierci Ludwika Niemieckiego w 875 r. Italia przypadła Karolowi i został on, przy wsparciu papieża Jana VIII, cesarzem rzymskim. W ten sposób zarysowała się możliwość ponownego scalenia wszystkich królestw frankijskich w jedną całość. Nie byli tym wszakże zainteresowani możnowładcy, rządzący w poszczególnych hrabstwach. Jednak największą przeszkodą stały się wyniszczające najazdy Saracenów (Arabów) na Italię, wikingów (Normanów) na północne i zachodnie wybrzeża zachodniej Frankonii i Madziarów (Węgrów) od wschodu, z obszarów Panonii nad Dunajem.
Gdy Karol Łysy organizował wojskową wyprawę do Italii przeciwko Saracenom, odmówiła mu wsparcia część baronów zachodniofrankijskich i Karolingowie niemieccy, którzy wtedy zajęli całą Lotaryngię. W trakcie ekspedycji w Italii w 877 w okolicach Avrieux Karol II Łysy zmarł. Cesarzem po nim został Karol Otyły (881), który przejął też całą Italię.
Królem zachodniofrankijskim został syn Karola Łysego, Ludwik II Jąkała.

## W kulturze

### Mecenat

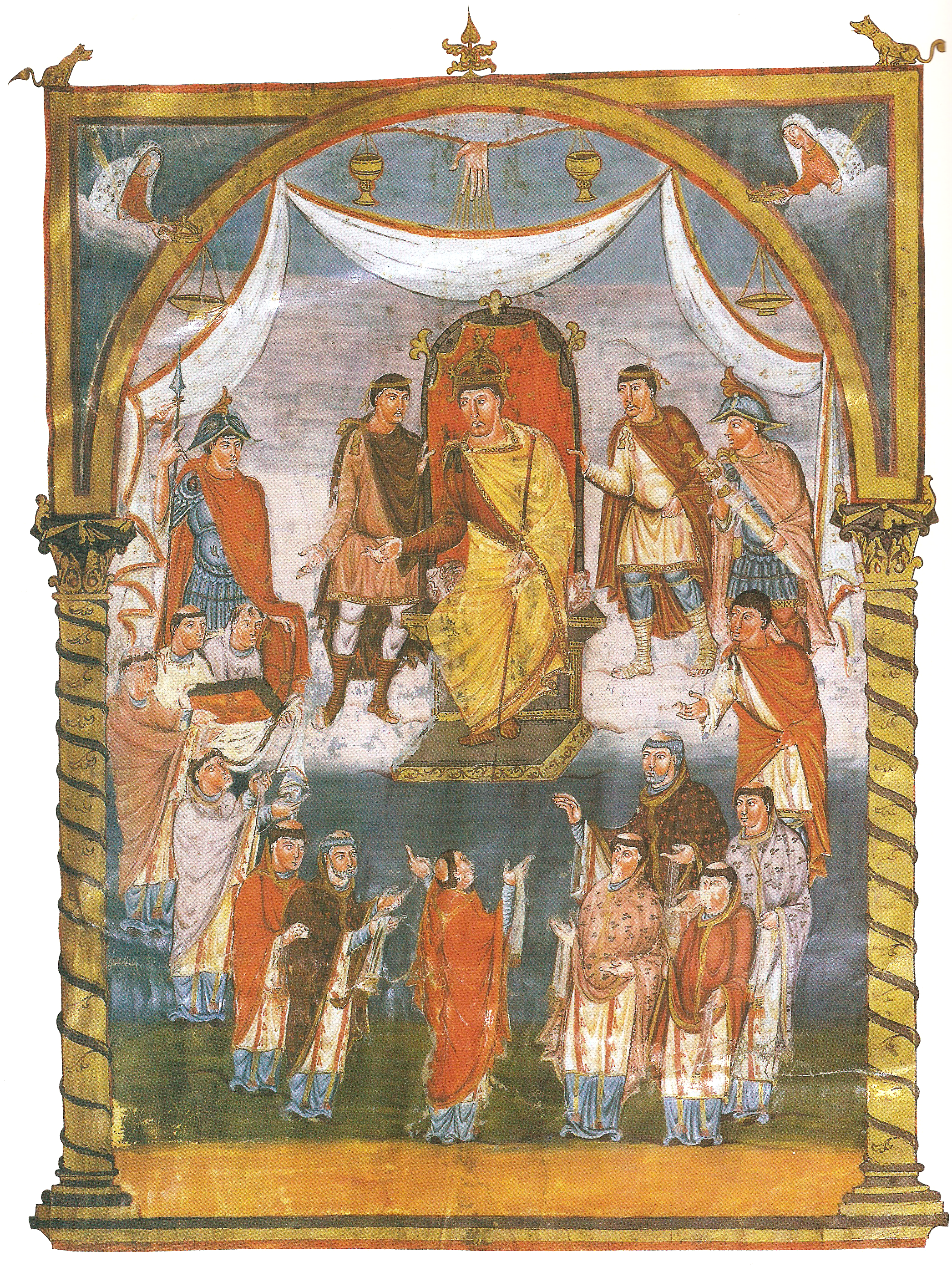
Ilustracja z Biblii Viviana przedstawiająca Karola Łysego w otoczeniu dworu.

Karol II był mecenasem sztuki, sprowadził na swój dwór wielu luminarzy kultury łacińskiej, wyrabiano tam również liczne cenne przedmioty. W 846 hrabia Vivian podarował królowi wykonaną przez mnichów z klasztoru Saint-Martin w Tours Pierwszą Biblię Karola Łysego, zwaną też Biblią Viviana. Bogato zdobiona księga stanowi jedno z najlepiej zachowanych dzieł sztuki z tego okresu.

### Gry wideo
W serii Crusader Kings jednym z grywalnych władców jest Karol II „Łysy” Karoling, przedstawiony jako król zachodniofrankijski.